# Uttarpara Kotrung

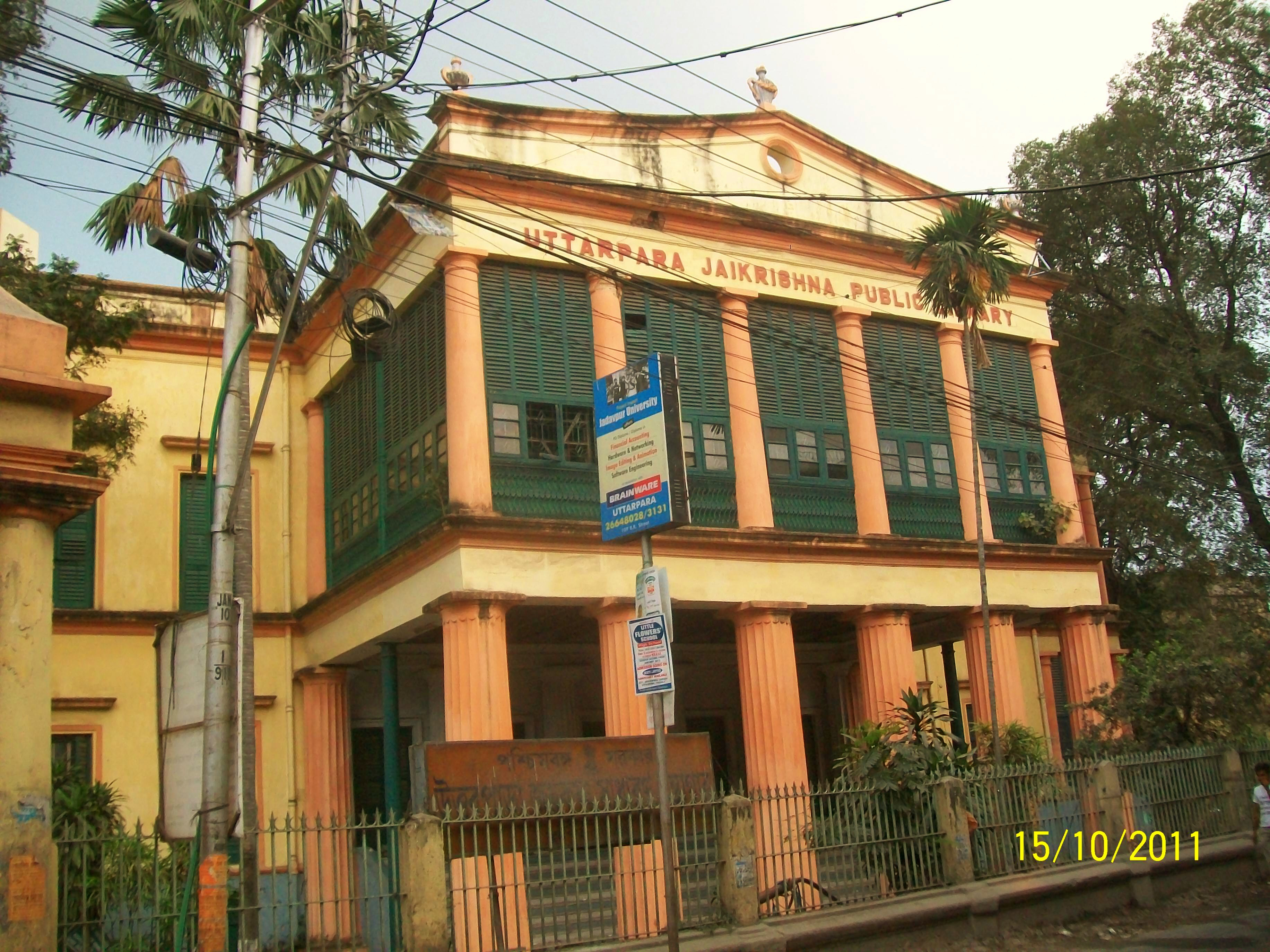
Biblioteket i Uttarpara.

Uttarpara Kotrung (eller bara Uttarpara) är en stad längs Huglifloden i Indien och är belägen i distriktet Hugli i delstaten Västbengalen. Staden, Uttarpara Kotrung Municipality, ingår i Calcuttas storstadsområde och hade 159 147 invånare vid folkräkningen 2011.